# HHS Glasgow
La HHS Glasgow era un panfilo reale appartenuto al sultano di Zanzibar. La nave fu progettata secondo lo stile della fregata britannica HMS Glasgow che era stata visitata dal sultano nel 1873. Il costo complessivo della nave fu di £32.735.
La nave pur essendo lussuosamente arredata, non fu in grado di soddisfare le aspettative del sultano e rimase ancorata nel porto di Stone Town per gran parte della sua carriera. La nave fu impiegata nell'agosto 1896 quando partecipò alla guerra anglo-zanzibariana, ma venne affondata da una flottiglia di navi britanniche. Il relitto della nave rimase arenato di fronte al porto di Stone Town fino al 1912, quando venne rimossa e smantellata.